# Bolanthuru, Bantval
Bolanthuru là một làng thuộc tehsil Bantval, huyện Dakshina Kannada, bang Karnataka, Ấn Độ.